# Lydia West
Lydia Dorothy West (n. 24 de junio de 1993) es una actriz británica. Es conocida por sus papeles televisivos en las series Years and Years de BBC One y It's a Sin de Channel 4.

## Primeros años
West proviene de Londres. Su madre es enfermera y su padre trabaja en obras de caridad. Tiene una hermana mayor, Rachel.
West se formó en ballet, tap, jazz y danza contemporánea cuando era adolescente, pero renunció después de una lesión en el pie. Después de graduarse de la universidad con un título en negocios, trabajó como asistente personal y se formó a tiempo parcial en la Identity School of Acting.

## Carrera
Después de graduarse, West obtuvo un papel en la serie de 2019 Years and Years de BBC One y HBO, creada por Russell T Davies.  Posteriormente protagonizó la serie It's a Sin de Channel 4 en 2021, también obra de Davies. En ella interpretó a Jill Baxter, basada libremente en una de los amigas de Davies. Éste llamó a su personaje "el corazón de la historia", una opinión compartida por Jack King de i-D, quien describió al personaje como la "matriarca de facto". Su actuación fue descrita como "destacada" por i.
También tuvo un papel como invitada en la serie Drácula de BBC One. Su trabajo de voz incluye narrar El maravilloso mago de Oz para Audible junto a Jim Broadbent. Tiene un próximo papel cinematográfico en Text for You y un papel televisivo en la serie Suspicion de Apple TV+.

## Filmografía

### Películas
| Año  | Título      | Rol        | Notas |
| ---- | ----------- | ---------- | ----- |
| 2023 | Coffee Wars | Bridget    |       |
| 2023 | Love Again  | Lisa Scott |       |

### Televisión
| Año  | Título           | Rol                 | Notas                        |
| ---- | ---------------- | ------------------- | ---------------------------- |
| 2019 | Years and Years  | Bethany Bisme-Lyons | 6 episodios                  |
| 2020 | Drácula          | Lucy Westenra       | Episodio: «The Dark Compass» |
| 2021 | It's a Sin       | Jill Baxter         | Miniserie; 5 episodios       |
| 2022 | Inside Man       | Beth Davenport      | 4 episodios                  |
| 2022 | Suspicion        | Monique Thompsom    | 4 episodios                  |
| 2022 | The Pentaverate  | Riley               | 6 episodios                  |
| 2023 | Gray             | Sara Beckham        | 8 episodios                  |
| 2024 | Big Mood         | Eddie               | 6 episodios                  |
| 2025 | He Had it Coming | Elise               | Papel principal, 8 episodios |

### Audio
| Año  | Título                             | Rol          | Noteas                              |
| ---- | ---------------------------------- | ------------ | ----------------------------------- |
| 2020 | Doctor Who: The Sorcerer of Albion | Vivien       | Big Finish: Donna Noble: Kidnapped! |
| 2020 | El maravilloso mago de Oz          | Dorothy Gale | Audible                             |

## Premios y nominaciones
| Año  | Premio                               | Categoría    | Obra       | Resultado | Referencia |
| ---- | ------------------------------------ | ------------ | ---------- | --------- | ---------- |
| 2021 | Festival de Televisión de Montecarlo | Mejor actriz | It's a Sin | Ganadora  | [ 20 ]     |